# Biafra
Biafra fou una regió Oriental de Nigèria (76.364 km²), oficialment coneguda com la República de Biafra en declarar-se independent el 30 de maig de 1967. En el rerefons de la secessió i de la guerra hi havia els enfrontaments interètnics entre els hausa, ètnia musulmana que ocupa especialment el nord de Nigèria i que detenia el control de l'estat, i els igbos, ètnia predominantment catòlica que es concentrava a la regió litoral Est, i que s'aguditzaren des de la independència de Nigèria el 1960, i que portaren a la Guerra Civil de Nigèria aquell mateix any.

## Geografia

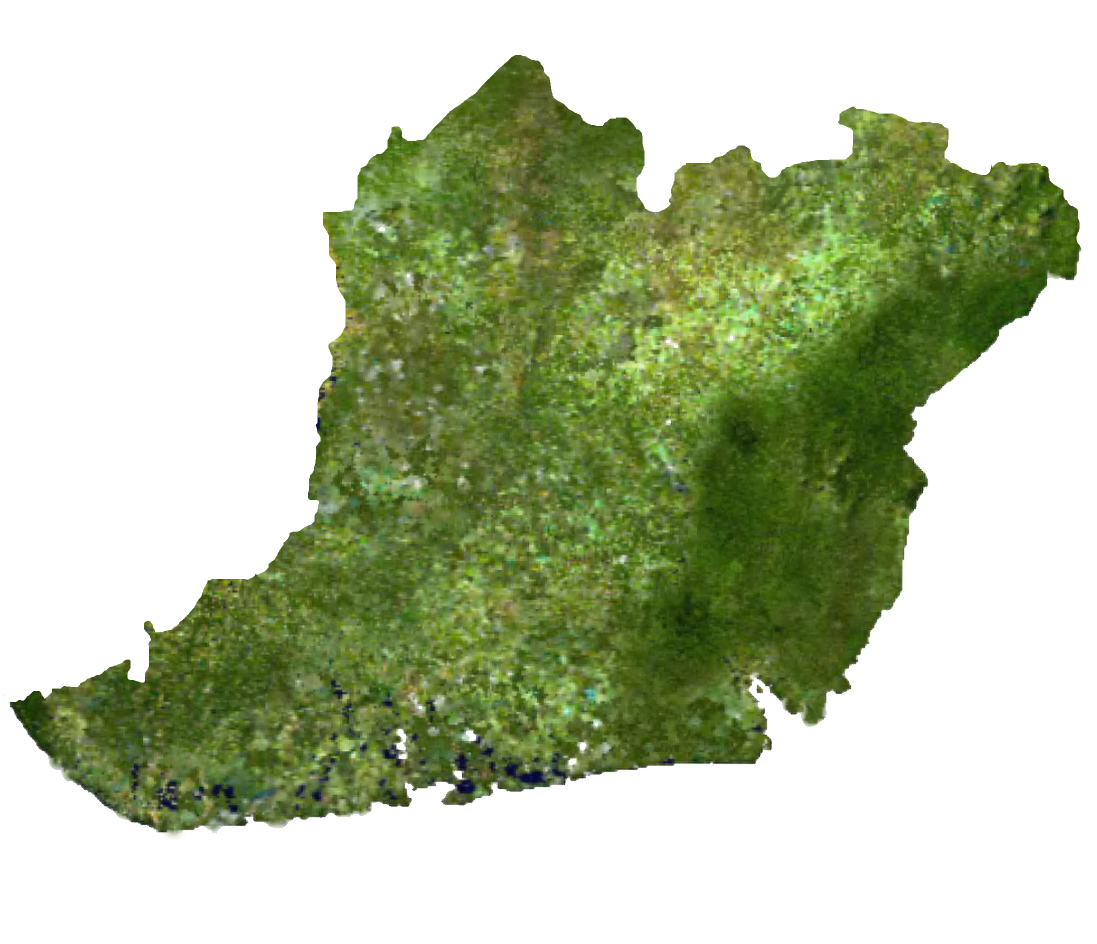
Mapa per satèl·lit de Biafra

Biafra tenia una superfície de 77.310 km² de terra; feia frontera amb Nigèria al nord, Camerun a l'est i el Golf de Biafra, a l'Oceà atlàntic al sud.
Els rius Cross i el Níger són els més destacats de l'antic estat de Biafra.

### Clima
Biafra tenia un clima tropical i dues estacions diferenciades, la seca i la plujosa. L'estació humida és entre l'abril i l'octubre i en aquesta hi ha molta pluviositat i una humitat molt alta. Els índex més alts de pluviositat són entre el juny i el juliol. La temperatura de la regió durant en dia es mou entre els 30 °C i els 22 °C. L'estació seca va del novembre a l'abril. El mes més sec és el febrer. La temperatura nocturna és d'uns 20 °C i la del dia és d'uns 36 °C.

## Història

### Guerra de Biafra
El conflicte es desencadenà amb el cop d'estat del general Yakubu Gowon el juliol del 1966, i la negativa del governador de la regió Oriental, general Chukwerneka O. Ojukwu, a reconèixer el nou govern. Les posteriors matances de població ibo al nord (setembre) i la nova divisió territorial de Nigèria en dotze estats que fraccionaven la regió Oriental en tres comportaren el trencament amb la federació i la declaració d'independència.
El 30 de maig de 1967 la regió Oriental es declarà independent amb el nom de Biafra; com a teló de fons del conflicte hi havia les disputes entre les empreses britàniques, italianes, franceses i nord-americanes, en litigi pel monopoli de les activitats extractives del petroli. Després de l'ultimàtum del govern de Lagos (2 de juliol), les tropes federals iniciaren la invasió de Biafra el 6 de juliol i arribaren fins prop de la capital, Enugu.
La internacionalització del conflicte, però, fou immediata; mentre la Gran Bretanya i l'URSS ajudaven Nigèria, Portugal, Rhodèsia, la República de Sud-àfrica, Israel i, més veladament, EUA i França, sostenien el règim biafrès.
La internacionalització fou una de les causes de la llarga durada de la guerra; la principal, però, fou el caràcter de genocidi que arribà a prendre, cosa que provocà la preocupació de les potències, fins i tot de les que hi intervenien. A les massacres perpetrades per les forces federals cal afegir-hi les morts per fam de la població ibo a causa de l'assetjament a què fou sotmesa. Davant d'aquests fets, l'ONU mantingué una actitud d'inhibició. D'altra banda, el 16 de setembre de 1967 l'Organització de la Unitat Africana condemnà la secessió de Biafra, qualificant-la d'intent de balcanització.
En el transcurs de la guerra, foren les tropes federals les que portaren la iniciativa; gradualment anaren ocupant el territori biafrès: el 10 d'octubre caigué Enugu; el 23 de març de 1968, Onitsha; el 18 de maig, Port Harcourt; el 24 d'agost, Aba; el 23 d'abril de l'any 1969, Umuahia. Malgrat això, Biafra intentà de consolidar la seva existència com a república: el 30 de gener de 1968 començà a emetre moneda pròpia. Uns pocs estats reconegueren oficialment Biafra (Tanzània, el Gabon, Costa d'Ivori, Zàmbia i Haití).
Paral·lelament, hi hagué intents de negociació (a Kampala, Niamey i Addis Abeba, durant el 1968, i a Addis Abeba el 1969). Cap a la fi del 1969 la situació dels biafresos era insostenible; el territori que encara era independent consistia en una franja de 114 km de llargada per 64 d'amplada, amb capital a Owerri, la qual solament podia ésser abastada per l'aire. El 9 de gener de 1970 el general Phillip Effiong i el jutge suprem Louis N. Mbanefo exigiren a Ojukwu la rendició, però aquest s'hi negà i hagué d'abandonar el país. Finalment, el dia 12 de gener Effiong anuncià a Lagos la capitulació de Biafra i la fi de la seva independència.

## Llengua
L'igbo era la llengua predominant de Biafra, però també hi havia altres llengües importants com l'efik i l'ibibio.

## Economia
El 1967 es va crear el Banc de Biafra. Aquest va fer funcions de banc central, entre elles l'administració del canvi monetari i l'ús del deute públic de la República. El banc era administrat per un governador i quatre directors; el primer governador fou Sylvester Ugoh.
Enugu fou la ciutat en què hi va haver la primera seu del Banc de Biafra però aquest va canviar de seu moltes vegades degut a la guerra de Biafra. Biafra va intentar finançar la guerra amb l'intercanvi amb l'estranger. El Banc de Biafra va utilitzar la lliura nigeriana fins que va començar la seva pròpia moneda, la lliura de Biafra. Però aquesta moneda no va ser acceptada per a l'intercanvi internacional.
S'estima que al final del conflicte de Biafra hi havia en circulació un total d'entre 115 i 140 milions de lliures de Biafra.

## Llegat

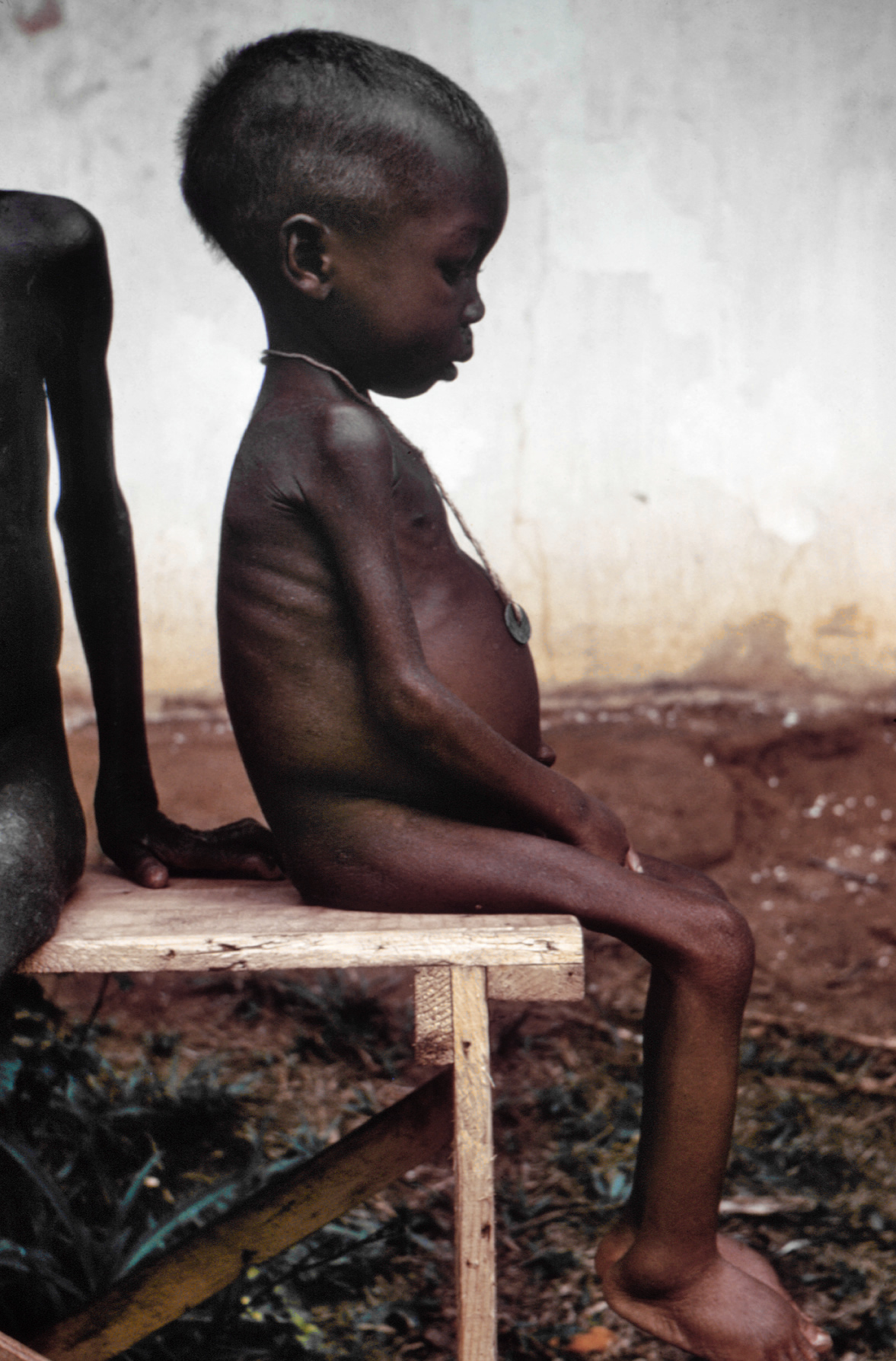
Un nen patint la malnutrició durant el bloqueig de Nigèria.

El conflicte de Biafra va provocar la creació de Metges Sense Fronteres després que metges voluntaris francesos i metges i hospitals biafrans van patir atacs de l'exèrcit nigerià. El doctor Bernard Kouchner també ho va patir i quan va retornar a França va criticar públicament el govern nigerià i també a la Creu Roja per la seva complicitat. Amb la col·laboració d'altres metges, Kouchner va posar a Biafra en els focus dels mitjans de comunicació i va demanar responsabilitats internacionals per la situació. Kouchner i els seus col·laboradors van concloure que feia falta una nova organització d'ajuda que ignorés les fronteres politicoreligioses i que prioritzés el benestar de les víctimes.
El 29 de maig del 2000 el periòdic de Lagos The Guardian va fer una crida perquè els col·laboradors militars d'Olusegun Obasanjo haurien de dimitir per les seves accions a la Guerra de Biafra.
Des del 1970, després de la caiguda de la República de Biafra, han continuat havent-hi conflictes entre els cristians i els musulmans de Nigèria (sovint hauses i fulanis).
El juliol del 2006, el Center for World Indigenous Studies va denunciar que el govern provocava morts a la ciutat d'Onitsha quan feia que la policia ataqués als membres del Movement for the Actualization of the Sovereign State of Biafra (MASSOB).
El 2010, investigadors del Karolinska Institute de Suècia i de la Universitat de Nigèria, Nsukka van demostrar que els igbos que van néixer a Biafra als anys de la fam tenien un major risc de patir sobrepès, hipertensió i problemes del metabolisme comparat amb els infants nascuts després de l'època de la fam. Això ha fet suposar la hipòtesi que la malnutrició en els primers moments de la vida d'un individu el predisposa a patir posteriorment malalties cardiovasculars i diabetis.

## Independentismes en l'actualitat
El Movement for the Actualization of the Sovereign State of Biafra (MASSOB) torna a defensar la creació d'un estat independent pels igbos del sud-est de Nigèria. Acusen que l'estat marginalitza els igbos. El MASSOB afirma que és un grup polític pacífic. A Biafra encara hi ha un govern a l'exili i un govern a l'ombra. El govern nigerià acusa el MASSOB de violència; el 2005 el seu líder, Ralph Uwazuruike fou detingut. El 2009 el MASSOB va crear el Biafran International Passport degut a les demandes dels biafrans de la diàspora.

## Significat de "Biafra"
No es coneix el significat literal del mot "Biafra". No és una paraula de la llengua igbo. S'ha dit que deriva del sugbrug Biafar de Biafada del grup ètnic dels Teda que viuen sobretot a Guinea-Bissau.

### Biafra als Mapes històrics
Cartògrafs europeus van donar informació sobre Biafra en els mapes d'entre el segle xv i XIX:
1. El mot originari que utilitzaren els viatgers europeus no era Biafra, si no Biafara,[21][22] Biafar[23] i algunes vegades Biafares.[24]
2. La regió que es referien com Biafra no es restringia només al sud-est de Nigèria. Segons els mapes, els viatgers europeus utilitzaven el mot Biafara per a descriure tota la regió a l'est del riu Níger fins a la regió del Mont Camerun que incloïa tot el Camerun i part de Gabon. La paraula Biafara també apareix en mapes del segle xviii en zones al voltant de Gàmbia.[25]